# Beaver Creek, Yukon
Beaver Creek är en ort i Kanada.   Den ligger i territoriet Yukon, i den västra delen av landet, 4 400 km väster om huvudstaden Ottawa. Beaver Creek ligger 645 meter över havet och antalet invånare är 103.
Terrängen runt Beaver Creek är platt åt nordväst, men åt sydost är den kuperad. Trakten runt Beaver Creek är nära nog obefolkad, med mindre än två invånare per kvadratkilometer..

## Galleri

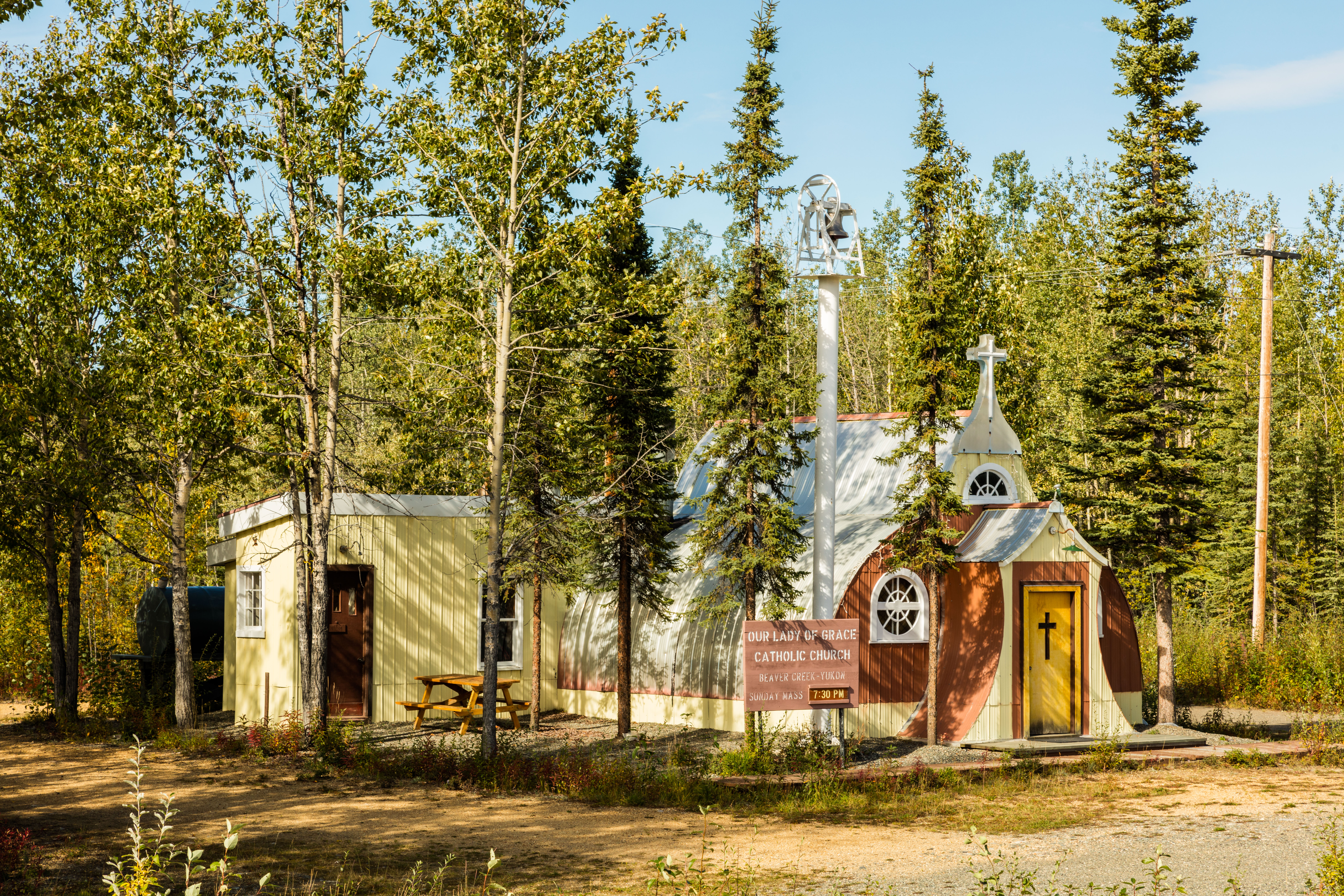
Our Lady of Grace kyrka
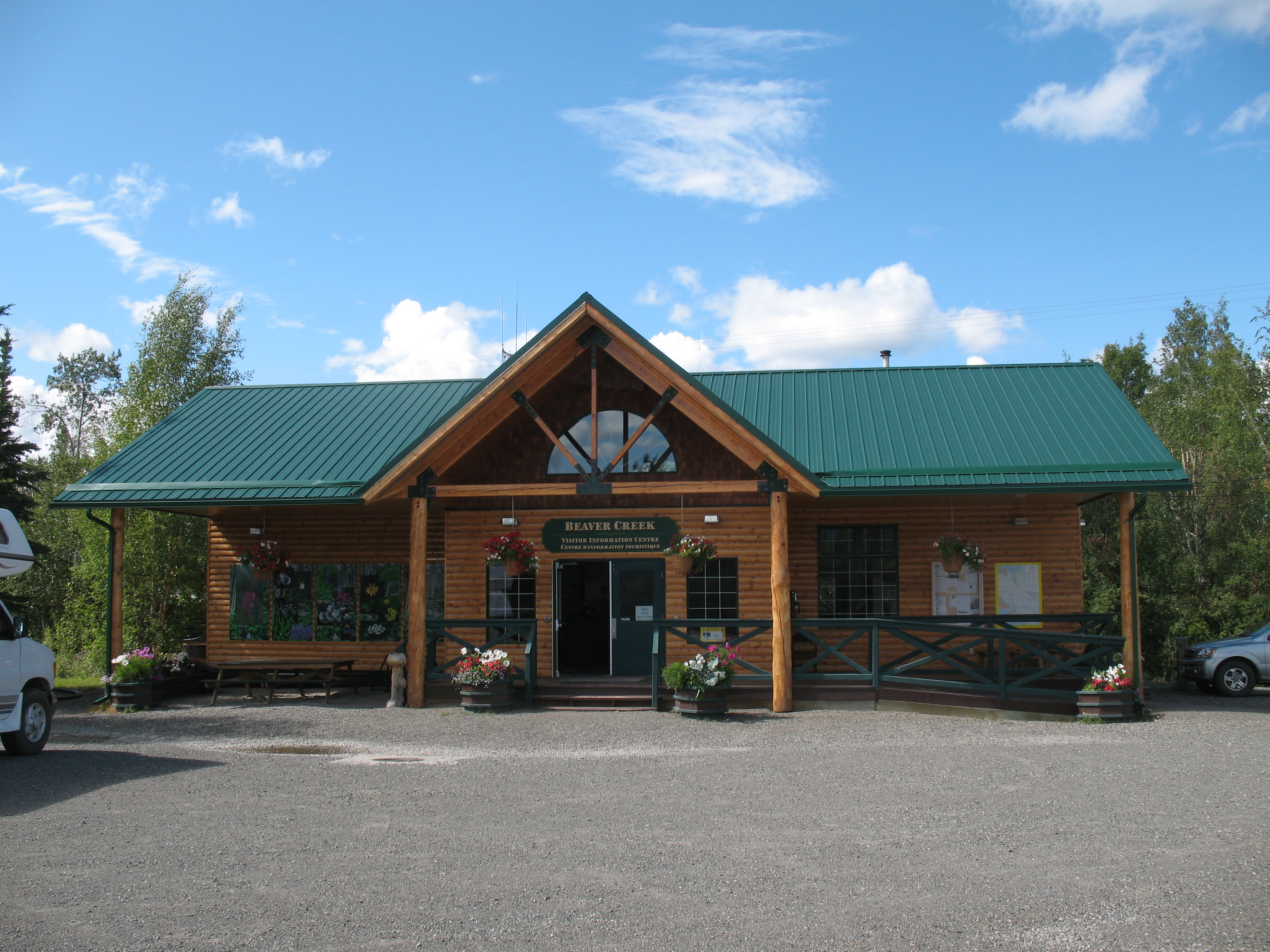
Beaver Creek besökarinformationscenter